# Morela japońska
Morela japońska, mume (Prunus mume Siebold & Zucc.) – gatunek drzewa należący do rodziny różowatych. Pochodzi z południowo-środkowych Chin i Laosu. Rozpowszechniony został już w starożytności na pozostałym obszarze Chin, w Korei, Japonii i na Tajwanie.

## Morfologia

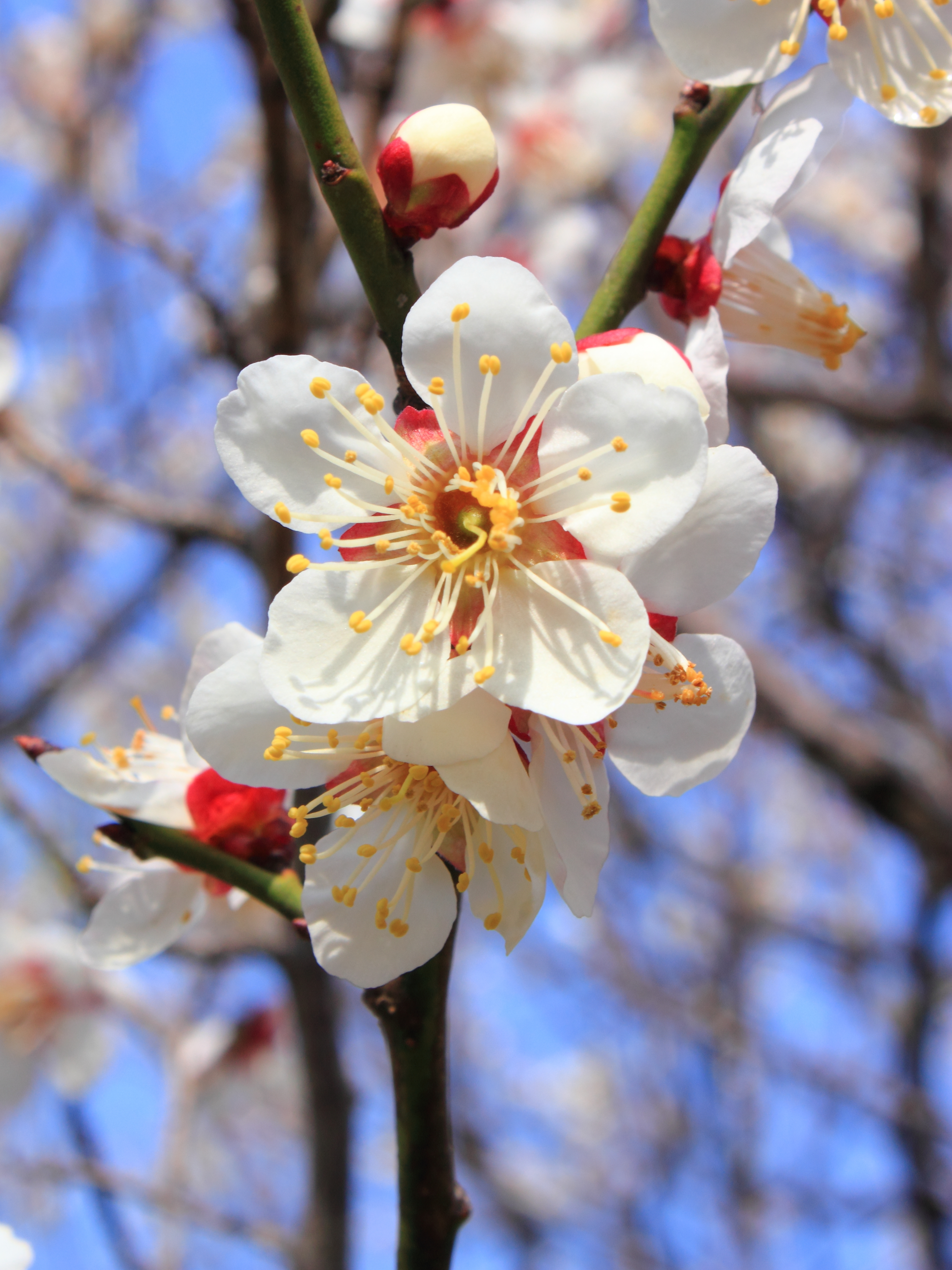
Kwiaty moreli japońskiej

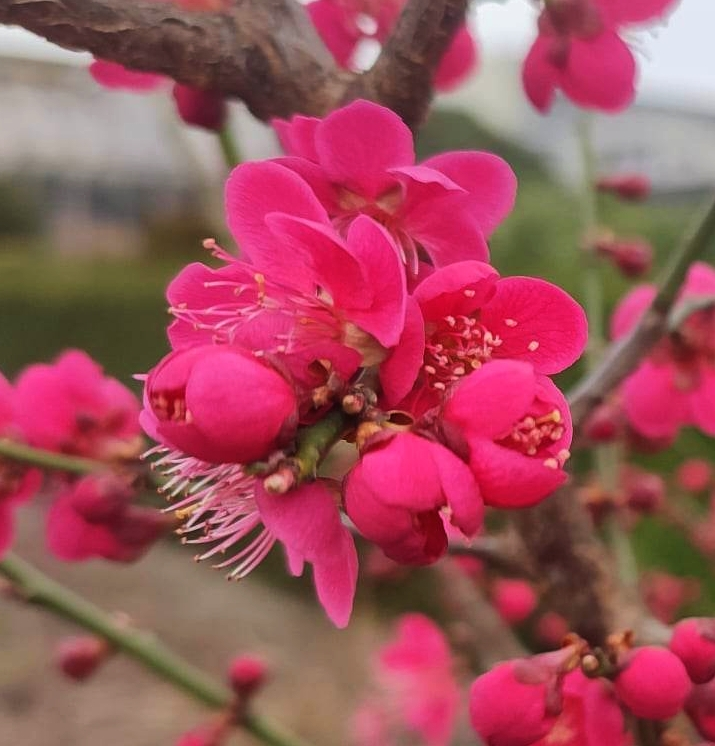
Odmiana o czerwonych kwiatach

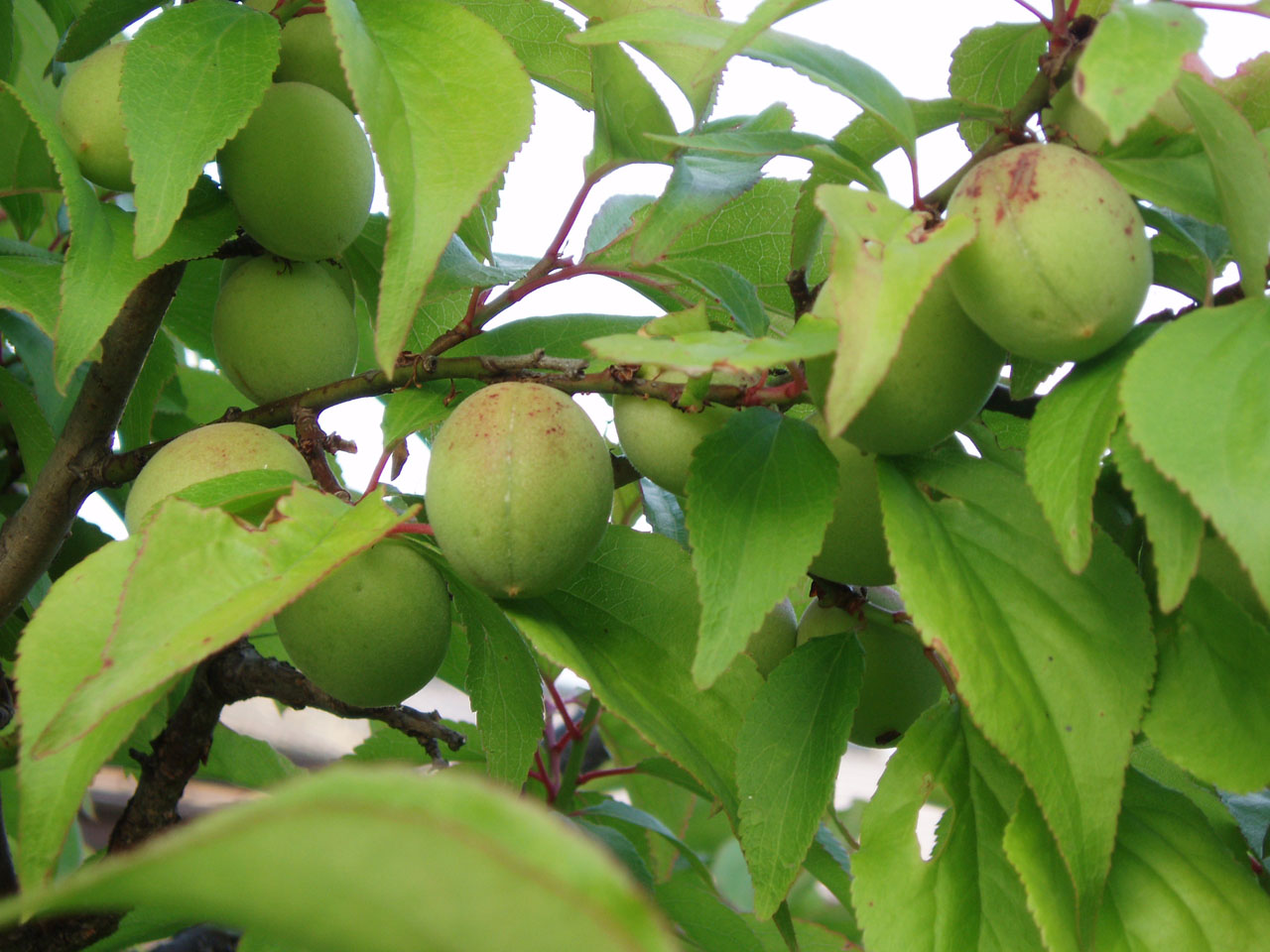
Owoce moreli japońskiej

PokrójDrzewo o wysokości do 6–9 m, żyjące kilkadziesiąt lat. Korona ma kulisty pokrój.
PieńKora ciemnobrunatnoszara, z licznymi spękaniami.
LiścieOwalne, do 10 cm długości, jasnozielone, błyszczące, ostro zakończone.
KwiatyW zależności od odmiany – od białych poprzez różowe do czerwonych, pięciokrotne, zwykle pojedyncze lub w parach, lekko pachnące. Najczęściej średnica korony ma 1–3 cm. Kwitnie bardzo wcześnie, przed pojawieniem się liści na południu Japonii lub USA już w styczniu lub na początku lutego.
OwocePestkowiec o długości 2–3 cm, prawie okrągły, z wyraźną bruzdą wzdłuż owocu, zielonawy lub żółtawy, o omszonej skórce, czasem z czerwonawym rumieńcem. Mdły w smaku, prawie niejadalny, o miąższu żółtym, przyrośniętym do pestki. Dojrzewa wcześnie, w Japonii już w czerwcu. W Chinach dojrzewanie zwiastuje początek pory deszczowej.

## Zmienność
W Japonii jest ponad 300 odmian uprawnych ume, które dzieli się na trzy grupy:
- yabai (dzika morela japońska) – uprawiana z przeznaczeniem na podkładki do szczepienia dla moreli, śliw i innych Prunus sp.,
- hibai (japońska morela purpurowa) – uprawiana jako roślina ozdobna o okazałych kwiatach i czerwono zabarwionych pędach,
- bungo (morela bungo, od nazwy dawnej prowincji Bungo, Prunus mume var. bungo) – uprawiana głównie jako roślina owocowa, są także odmiany powstałe ze skrzyżowania z morelą zwyczajną, charakteryzujące się smaczniejszymi owocami.

Najpopularniejszymi odmianami są:
- 'Alboplena' – odmiana wczesna o półpodwójnych białych kwiatach,
- 'Benishidori' – o małych podwójnych kwiatach o purpurowej barwie i późnym kwitnieniu,
- 'Dawn' – o dużych jasnoróżowych, podwójnych kwiatach z poskręcanymi płatkami, późno kwitnąca,
- 'Matsubara Red' – o ciemnoczerwonych podwójnych kwiatach, ma bardziej wyniosły charakter wzrostu i może dorastać do 10 m wysokości,
- 'Pendula' – nieduży krzew o zwisających pędach z pojedynczymi jasnoróżowymi kwiatami i bardzo wczesnym kwitnieniu.

Prunus mume skrzyżowana z czerwonolistną odmianą ałyczy (Prunus cerasifera 'Atropurpurea') dała czerwonolistną Prunus x blireiana André., uprawianą także w Polsce jako gatunek ozdobny.

## Zastosowanie

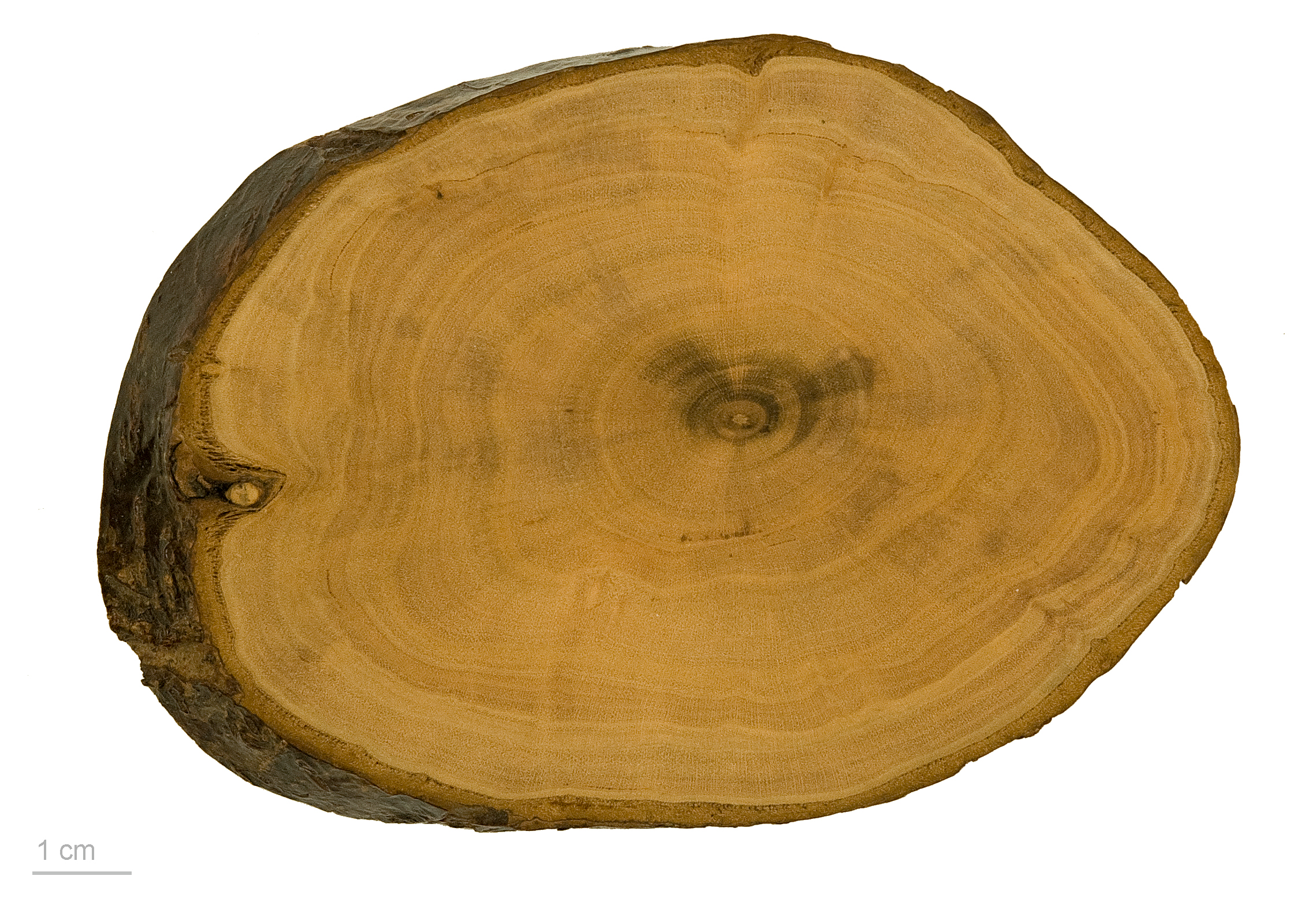
Drewno Prunus mume

Jest rośliną uprawną głównie w krajach dalekowschodniej Azji. Jako roślina ozdobna spotykana sporadycznie w cieplejszych rejonach innych kontynentów (strefy mrozoodporności 6-10). 
Roślina leczniczaOwoc wykorzystuje się w chińskiej medycynie tradycyjnej pod nazwą 'wu mei'. Stosowany jako środek przeciwko pasożytom i wrzodom, dla poprawy funkcjonowania systemu trawiennego oraz jako środek na serce. W Korei sok moreli japońskiej jest sprzedawany jako środek wzmacniający o dużych walorach zdrowotnych.

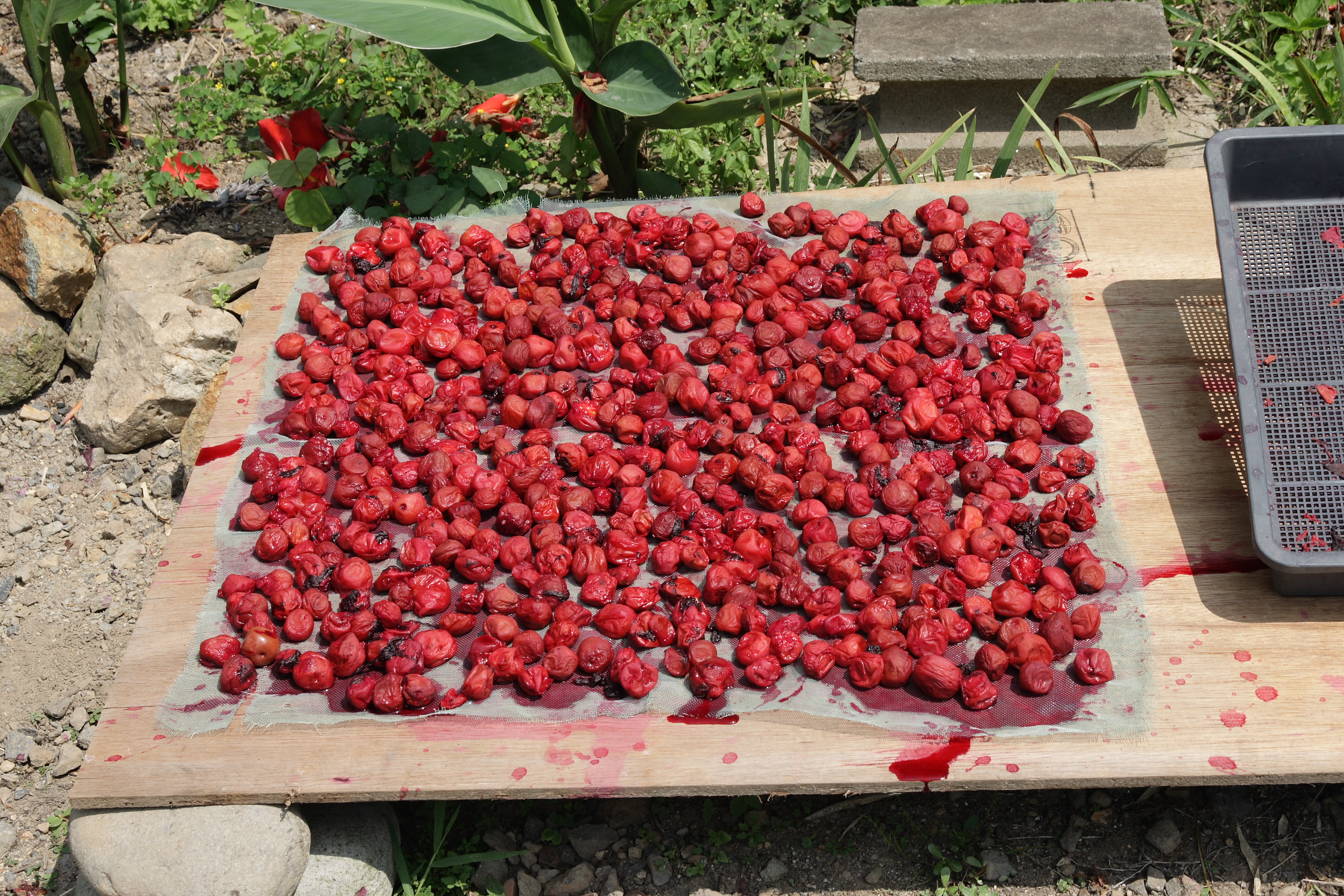
Umeboshi

Sztuka kulinarnaW Japonii produkuje się napój alkoholowy umeshu otrzymywany poprzez zalanie zielonych owoców mocną, klarowną wódką shōchū – zwany błędnie także winem śliwkowym. Ma słodki i łagodny smak. Smak umeshu mogą polubić osoby, którym zwykle nie smakują napoje alkoholowe. Produkty podobne do umeshu produkuje się także w Korei.
UmeboshiOwoce ume są suszone i marynowane w soli oraz „kolorowane” na czerwono przyprawą w postaci liści pachnotki zwyczajnej (odmiany czerwonej Perilla frutescens var. crispa f. purpurea i odmiany zielonej P. frutescens var. crispa f. viridis) używane są m.in. do sashimi i sushi. Umeboshi mają smak intensywnie słono–kwaśny. Z tego powodu spożywa się je w małych ilościach, często jako pikle do ryżu.

## Znaczenie kulturowe
Drzewo moreli japońskiej jest bardzo wysoko cenione w kulturze chińskiej. Dotyczy to w szczególności jego kwiatów. Mume kwitnie w najzimniejszej porze roku i z tego względu uznawane jest jako symbol witalności i umiejętności przeciwstawiania się niesprzyjającym warunkom. 
21 lipca 1964 roku parlament Tajwanu nadał mume status kwiatu państwowego. Z tego względu na samolotach linii China Airlines widnieje symbol tego kwiatu. Ponieważ namalowanie kwiatu ze względu na jego wygląd wymaga dużo pracy – a pracę tę wykonuje się ręcznie – wizerunki kwiatu na samolotach różnią się między sobą. Symboliczny wizerunek kwiatu moreli znajduje się także na dolarach tajwańskich.
W Wietnamie ze względu na piękno drzewa i jego kwiatów słowo 'mai' – oznaczające morelę japońską – jest imieniem nadawanym dziewczętom. Największy szpital w Hanoi nazywa się Bạch Mai co oznacza 'biały kwiat moreli', a ponadto wiele innych miejsc w tym mieście nawiązuje w swoich nazwach do tej rośliny. 
Bardzo wiele wierszy poświęconych jest tej roślinie.